# Vectari
Vectari o Wechtari (Vicenza, ... – 671?) è stato un duca longobardo, duca del Friuli dal 663 al 671.

## Biografia
Originario di Vicenza, "uomo probo, che esercitava con dolcezza il governo sul popolo" secondo Paolo Diacono, fu insediato sul trono di Cividale da re Grimoaldo al posto del ribelle duca Lupo, ucciso in battaglia dagli Avari chiamati dallo stesso sovrano. La sua ascesa fu preceduta dal tentativo del figlio di Lupo, Arnefrido, di entrare in possesso del dominio paterno grazie all'appoggio degli Slavi.

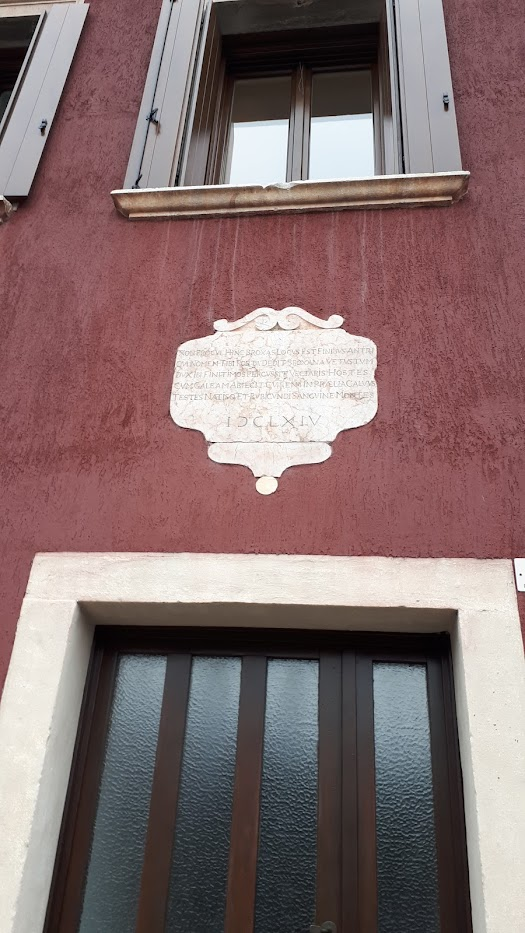
Iscrizione in ricordo della vittoria del Duca Vectari sugli Slavi, posta in via San Biagio a Cividale del Friuli

Assalito e ucciso dai friulani Arnefrido e insediato Vectari, gli Slavi tentarono nuovamente di occupare il ducato, approfittando di un viaggio del duca nella capitale del regno, Pavia. Gli invasori progettavano di mettere sotto assedio la capitale del ducato, Cividale, con il forte esercito che avevano raccolto e accampato presso la città (a Broxas, sul Natisone). Vectari, tuttavia, era rientrato a Cividale ("per divina disposizione", scrive ancora Paolo Diacono) la sera prima dell'attacco. La gran parte del suo seguito era però già tornato alle proprie residenze sparse sul territorio, così il duca si risolse a marciare contro gli Slavi con soli venticinque guerrieri. Gli invasori schernirono lo sparuto drappello, paragonandolo a un gruppo di chierici; quando però Vectari si tolse l'elmo e si rese riconoscibile (grazie alla sua caratteristica calvizie), gli Slavi si turbarono, interpretando anch'essi il suo improvviso apparire come un segno divino. Atterriti, si diedero alla fuga; nello scompiglio che ne seguì, Vectari e i suoi uomini poterono infierire contro di loro, uccidendone un gran numero, secondo Paolo Diacono, un tanto ragguardevole quanto inverosimile numero di cinquemila.
Passo del Historia Langobardorum in cui Paolo Diacono inizia la descrizione dello scontro tra il duca Vectari e le tribù slave, avvenuto nei pressi di Cividale:
(Paulus Diaconus, Historia Langobardorum, Liber V )
Gli successe Landari.